# معهد ديني

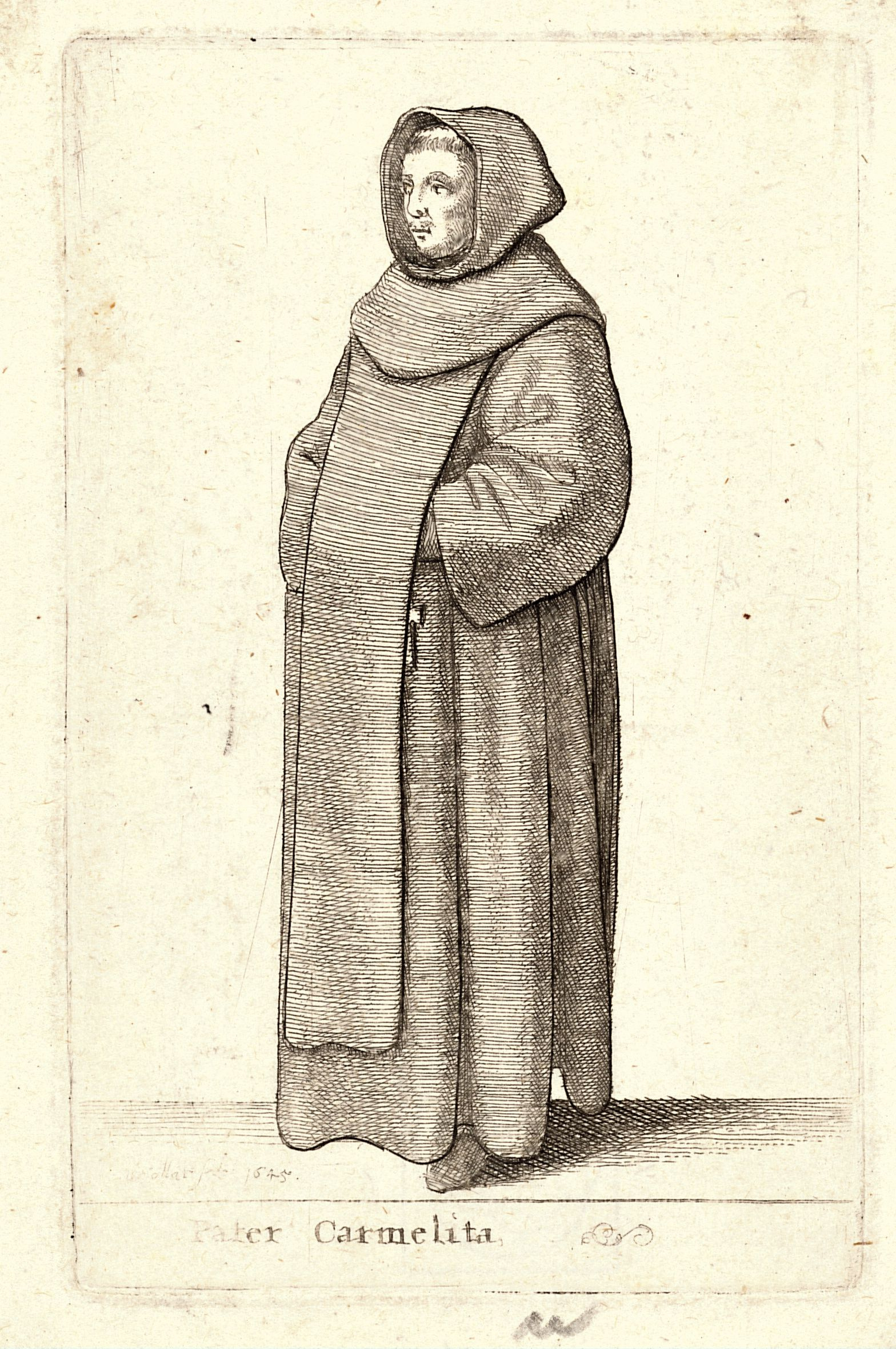

المعهد الديني هو نوع من معاهد الحياة المكرّسة في الكنيسة الكاثوليكيّة ينذر أعضاؤه أنفسهم نذورًا دينيّة ليعيشوا في مجتمعٍ مع غيرهم من الأعضاء. المعهد الدينيّ نوعٌ من اثنين من أنواع المعاهد المكرّسة، إذ النوع الثاني هو المعهد العَلمانيّ، الذي يعيش أعضاؤه «في العالم».
تشبه المجتمعات الرسوليّة المعاهد الدينيّة من جهة أنّ أعضاءها يعيشون في مجتمع، ولكنها تختلف عنها من جهة أنهم لا يأخذون على أنفسهم نذورًا دينيّة. يسعى هؤلاء الأعضاء في المسعى الرسوليّ لمجتمعاتهم التي ينتمون إليها، ويعيشون حياةً مشتركة إخوةً وأخواتٍ ساعينَ إلى كمال الخيريّة من خلال مراعاةِ قوانين المجتمع. في بعض هذه المجتمعات يرتبط الأعضاء بالاستشارات الإنجيلية برابطة غير رابطة النذور الدينية المنصوص عليها في دساتيرهم.

## التصنيف
لمّا كان لكلّ معهد دينيّ هدفه الخاصّ، أو موهبته الكنسية الخاصّة، كان عليه أن يعتنق نوعًا معيّنًا من الحياة الدينيّة يناسب هذا الهدف، سواءٌ أكان هذا النوع «تأمّليًّا» أو «مغلقًا» أو جامعًا للتبرّعات أو رسوليًّا. من هنا تفصل بعض المعاهد الدينية -لا سيما المؤلفة من الراهبات اللائي خضعنَ للـ«إحاطة البابويّة»- أعضاءَها عن العالم الخارجيّ فصلًا صارمًا، وهو ما تدلّ عليه البوّابات الشبكيّة لقاعاتهم وكنائسهم. لبعض المعاهد الدينيّة الأخرى وظيفة رسولية تتطلّب أن يتفاعل أعضاؤها عمليا مع العالم العلمانيّ، كالتعليم والطبابة، وإنتاج النصوص واللوحات الدينيّة، والتصميم وصناعة الأثواب وكتابة كتب التعليم الدينيّة، على أن يحافظوا على تميّزهم في الحياة العامّة. يطلب بعض المؤسسين، نظرًا إلى هدفهم، من أعضاء معهدهم لا أن يلتزموا بالوصايا الإنجيليّة الثلاث فقط، وهي وصايا العفّة والفقر والطاعة، بل وأن يتعهّدوا أو يعدوا بالاستقرار والولاء، وربّما أيضا ببعض الأنظمة، كإنكار الذات والصوم والصمت.
تقسّم الأنظمة الدينية إلى:
- الرهبانيّة المؤلّفة من الرهبان (الذين قد يكونون من رجال الدين) أو الراهبات، وهم مُلزَمون أن يعيشوا ويعملوا في ديرهم وأن يتلوا صلوات الساعات جماعةً
- جماعات الصدقة، وتتألّف من الإخوة (قد يكونون رجال دين أو علمانيين) وهم وإن كانوا يعيشون ويصلّون جماعةَ، فقد يكون لهم وظيفة رسوليّة أنشَط، وتعتمد على الإحسان في حياتهم
- القساوسة النظاميّون ويتألفون من القساوسة (رجال الدين) النظاميين رجالا ونساءً، وينشدون الصلوات في جوقة، وقد يكون لهم وظيفة رسولية مثل الأبرشيّة
- رجال الدين النظاميّون وتتكون من الكهنة الذين نذروا أنفسهم للتديّن ويكون لهم عادةً وظيفةٌ رسوليّة أنشط

عادةً يُشار إلى معاهد الرجال بعبارة «الأنظمة الأولى»، ومعاهد النساء بعبارة «الأنظمة الثانية». وفي بعض الأنظمة الدينية كالفرانسيسكية والدومينيكانية، «نظام ثالث» للأعضاء المرتبطين دينيًّا الذين يعيشون في المجتمع ويتبعون قانونًا (يسمّى النظام الديني الثالث) أو الأعضاء العلمانيين الذين نذروا أنفسهم، وإن لم يكونوا على ارتباط رسمي بالنظام الكنسي، من هذه النذور الحفاظ على حياة تقيّة، وإن لم تكن «متديّنة»، وهو ما يعني أنهم ليسوا أعضاءً في الحياة المكرّسة دينيًّا (وهو ما يسمّى النظام العلمانيّ الثالث).
في التعبير العامّيّ، يُشار إلى كل أعضاء المعاهد الدينيّة الذكور بلفظ «رهبان» وإلى الإناث منهم بلفظ «راهبات»، ولكن بالمعنى الأدق، فالراهب هو الذي يعيش في دير خاضعًا لقانون رهباني كقانون القدّيس بينيديكت، وفي القانون الكنسي الصادر عام 1917 كان مصطلح راهبة مخصوصا لأعضاء المعاهد الدينية النسائية اللاتي نذرنَ أنفسهن نذورًا رسميّة، وإن كان يُطلَق أحيانا مقتصرًا على اللاتي نذرن أنفسهن تمامًا للحياة التأمّليّة، وينتمين للأنظمة الدينية المغلقة في حدود ديرٍ، ويتلونَ صلوات الساعات في جماعة. يُدعى المتديّنون من غير رجال الدين عادةً «إخوةً» أو «أخوات»، أما مصطلح الديّار (الأخ، friar) فيشير إلى العضو الرجُل في جماعات الصدقة.
يحتفظ الكهنة المرتبطون بنذور بلقب «الأب» و«الأب الموقّر». باستثناءات قليلة، يُنادى كل الرجال غير الكهنة الذين نذروا أنفسهم بلقب «أخ»، ولا يُنادَون بلقب «أب» لأنهم ليسوا كهنة. أما النساء المتديّنات فيُلَقَّبنَ «أخوات». جعل القانون الكنسي الصادر عام 1917 مصطلح الراهبة (باللاتينية: monialis) للنساء المتديّنات اللاتي أخذن نذورهنّ رسميًّا أو اللاتي ينتمين إلى معاهد تكون نذورها رسميّة وإن كانت نذورهن بسيطة. واستخدم كلمة «أخت» (باللاتينية: soror) لأعضاء المعاهد النسائية التي صنّفها أبرشيّات، وللتعبير عن الراهبات والأخوات معًا استعمل كلمة جامعة هي religiosae، وتعني النساء المتديّنات. أسقط القانون الكنسي الحالي هذه الفروق. يُدعى النساء رئيسات الأديرة بلفظ «الأمّ» أو «الأمّ المبجّلة». استعمل البينديكتيّون لقب «دوم» للرجال و«دام» للراهبات اللاتي نذرنَ أنفسهن رسميًّا.
تاريخيًّا، كان ما يسمّى اليوم معاهد دينيّة يفرّق إلى نوعين: الأنظمة الدينيّة التي ينذر أعضاؤها نذورًا رسميّة، والأبرشيّات الدينية التي ينذر أعضاؤها نذورًا بسيطة. بعد القانون الكنسي الصادر عام 1983، لم يعد يستخدم إلا مصطلح «المعهد الديني»، ولكن التفريق بين النذور البسيطة والرسمية لم يزل قائمًا. كتب المختصّ في القانون الكنسيّ نيكولاس كافاردي أنه ما دام مصطلح «المعهد الديني»، هو القانونيّ المستعمل في القانون الكنسي، فإنه يعدّ مصطلح «النظام الدينيّ» مصطلحًا عامّيًّا.

## الدساتير والقوانين والقواعد الدينيّة
تتبع المعاهد الدينية عادةً أحد القوانين الدينية العظيمة الأربعة: قانون القدّيس باسيل، وقانون القدّيس بينيديكت وقانون القدّيس أوغسطين وقانون القدّيس فرانسيس. تتبع المجتمعات الرهبانية التابعة للتقليد البيزنطي قانون القديس باسيل وهو واحد من أقدم القوانين للحياة المسيحية المتديّنة. يتبع الرهبان الغربيّون (البينيديكتيون والصمتيّون والسيستيرسيون وغيرهم) قانون القديس بينيديكت، وهي مجموعة من التعاليم لما يسمّى الحياة الدينيّة التأمّليّة. يؤكّد قانون القدّيس أوغسطين على إنكار الذات، والاعتدال، والاهتمام بالمحتاجين.
يتبع اليسوعيون شيئًا لا يسمّى قانونًا، بل دساتير كتبها القديس إغناطيوس دي لويولا، وهي دساتير وضعت الممارسات التقليدية مثل غناء القدّاس على جنب وركّزت على التكيّف والتحرّك تحت نظامٍ أشدّ سلطويّة. تجمع معاهد أخرى قانونًا إلى هذه الدساتير حتى تعطي قواعد أدقّ لحياة أعضائها. لذا أضيفت دساتير الكبوشيّة الصادرة عام 1536 إلى قانون القديس فرانسيس. وللمعاهد قواعد خاصة بالإضافة إلى القوانين والدساتير، وتكون هذه القواعد مرنةً يمكن تغييرها.

## التأسيس والقبول
تبدأ المعاهد الدينية عادة على هيئة رابطة تتشكل بموافقة أسقف أبرشيّة، بهدف أن تصبح معهدًا دينيًّا. فإذا أثبت الوقت استقامة الجمعية الجديدة وجديتها ومتانتها، جاز للأسقف بعد أن يستشير الكرسي الرسولي أن يؤسسها معهدًا دينيًّا رسميًّا تحت ولايته. ثم عندما يزداد عدد أعضاء المعهد، ويتوسع إلى أبرشيات أخرى، ويثبت استحقاقه، يمنحه الكرسي الرسوليّ قبولًا رسميّا، ويصبح تحت مسؤولية الكرسي الرسولي مباشرة، لا تحت رعاية أساقفة الأبرشيات التي ينتمي إليها. لمصلحة هذه المعاهد ولتزويدها بمتطلباتها للوفاء بوظيفتها الرسولية، يخرجها الكرسي الرسولي من حكم الأساقفة المحلّيّين ويدخلها تحت سلطة الكرسي الرسولي نفسه أو تحت سلطة أحد آخر. ولكن يبقى المعهد من بعض النواحي خاضعا لإشراف الأساقفة، كما في شعيرة القدّاس العامّ.